# فرانك أبيل
فرانك أبيل (بالألمانية: Frank Appel)‏ هو كبير الإداريين التنفيذيين وشخصية أعمال ألماني، ولد في 29 يوليو 1961 في هامبورغ في ألمانيا.

## وصلات خارجية
- فرانك أبيل على موقع مونزينجر (الألمانية)